# Гарматне ядро (фільм)
«Гарматне ядро» (англ. Cannonball!) — американська комедія 1976 року.

## Сюжет
Знаменитий ветеран-автогонщик Кай «Гарматне ядро» Бакман — один з учасників захоплюючої гонки без правил, переможець якої отримає приз у сто тисяч доларів. З Лос-Анджелеса в Нью-Йорк мчать відчайдушні учасники цього безпрецедентного шоу, де править швидкість і тільки швидкість. Ні суддів, ні заборон, ні обмежень — лише уникай копів і остерігайся підступів суперників, які готові на все заради перемоги.

## У ролях
- Девід Керрадайн — Кай «Гарматне ядро» Бакман
- Білл МакКінні — Кейд Редман
- Вероніка Амель — Лінда Максвелл
- Герріт Грем — Перман Вотерс
- Роберт Керрадайн — Джим Кренделл
- Белінда Баласкі — Маріанн
- Джуді Канова — Шарма Капрі
- Арчі Хан — Зіппо
- Карл Готліб- Террі Макміллан
- Мері Воронов — Сенді Харріс
- Діана Лі Харт — Венді
- Глінн Рубін — Джинні
- Джеймс Кіч — Вулф Мессер
- Дік Міллер — Бенні Бакман
- Стенлі Клей — Б'ютелл
- Девід Аркін — ТВ продюсер / телеведучий
- Джон Херцфельд — Шарп
- Луїза Моріц — Луїза
- Патрік Райт — Бред Філліпс
- Джон Олдермен — менеджер команди
- Дейдра Арделл — дочка Террі
- Гретхен Арделл — дочка Террі
- Аллан Аркуш — Панама
- Гарі Остін — Лен
- Пол Бартел — Лестер Маркс
- Венді Бартель — репортер на фініші
- Лінда Цівітелло — піаністка
- Джим Коннорс — Дік Скантон
- Роджер Корман — окружний прокурор
- Пітер Корнберг — людина в синьому автомобілі
- Джо Данте — Малюк
- Міллер Дрейк — репортер на фініші
- Майкл Фіннелл — пілот вертольота
- Семюел Гельфман — доктор Магрітт
- Пол Гліклер — офіцер
- Девід Готліб — помічник Бреда Філліпса
- Леа Гулд — місіс Макміллан
- Гленн Джонсон — оператор у вертольоті
- Джонатан Каплан — працівник бензоколонки
- Арон Кинкейд — Девід
- Саул Кругман — містер Шуленберг
- Джеймс Лейшлі — працівник бензоколонки
- Джозеф МакБрайд — репортер на фініші
- Тодд МакКарті — репортер на фініші
- Кейт Мічл — пілот літака
- Рід Морган — поліцейський
- Мері-Робін Редд — місіс Шуленберг
- Мартін Скорсезе — мафіозі
- Дон Сімпсон — помічник окружного прокурора
- Джордж Вагнер — оператор
- Джо Вонг — поліцейський
- Сільвестр Сталлоне — мафіозі, в титрах не вказаний